# Dutch Games Association
De Dutch Games Association (DGA) is de officiële brancheorganisatie voor de computerspelindustrie van Nederland. De DGA is in 2008 opgericht en vertegenwoordigt de belangen van Nederlandse (onafhankelijke) computerspelontwikkelaars.

## Doelstelling en activiteiten
De organisatie streeft naar een gezond ecosysteem waarin Nederlandse computerspelontwikkelaars kunnen floreren en internationaal erkend worden. De DGA ondersteunt ontwikkelaars, bevordert economische groei en erkent de sociale impact van computerspellen. Ze vertegenwoordigt haar leden en faciliteert samenwerking met sectoren zoals onderwijs en onderzoek.
De DGA biedt netwerken zoals Dutch Game Mentors, dat ontwikkelaars koppelt aan mentoren, en organiseert evenementen zoals de DGA Network Lunch, een maandelijkse bijeenkomst voor professionals. Ook zet de organisatie de Dutch Game Awards voort, een prijsuitreiking voor de beste Nederlandse spellen. Daarnaast ondersteunt de organisatie de Dutch Game Day, een jaarlijks congres dat plaatsvindt tijdens de Dutch Media Week.
Internationaal organiseert de DGA het Nederlandse paviljoen op Gamescom en publiceert elke drie jaar de Dutch Games Monitor, een rapport over trends in de Nederlandse computerspelindustrie. De DGA lobbyt bij de overheid voor meer aandacht en financiering voor de sector en werkt aan een positief imago van computerspellen in de media.

## Geschiedenis
De Dutch Games Association werd in 2008 opgericht als antwoord op Bgin, een branchevereniging die voorafging aan de DGA. In de beginjaren richtte de DGA zich voornamelijk op het opbouwen van een netwerk voor computerspelontwikkelaars, het organiseren van evenementen, en het lobbyen bij de overheid.
Sinds 2012 werkt de DGA onder leiding van Pim Bouman aan een beter innovatieklimaat door onderzoek, bedrijven en de overheid nauwer samen te laten werken. De organisatie zette zich actiever in om de computerspelindustrie te promoten en invloed te krijgen binnen het Nederlandse topsectorenbeleid.
In 2013 bekritiseerde de DGA een NVPI-rapport dat de computerspelmarkt onvolledig weergaf door in-app aankopen te negeren, een belangrijk deel van de omzet. Ze benadrukten dat digitale omzet de grootste groei doormaakte, ondersteund door onderzoeken en wilden aantonen dat de markt als geheel groeide ondanks een afname in fysieke spelverkoop.
In 2018 mengde DGA zich in een discussie over lootboxes, toen de Kansspelautoriteit spellen met lootboxes als kansspelen bestempelde. De DGA wilde hierover in gesprek en pleitte voor zelfregulering, transparantie en eerlijkheid. Ze vonden dat lootboxes niet in computerspellen voor minderjarigen thuishoren en dat spelers altijd een bewuste keuze moeten kunnen maken, met inzicht in de kansen op bepaalde beloningen.
In 2020 werd het bestuur vernieuwd en de DGA formuleerde een nieuwe visie en breidde de divisieondersteuning uit. Een belangrijke mijlpaal was de herintroductie van de Dutch Game Awards in 2021, die sinds 2017 niet meer waren gehouden. De DGA zette zich in voor het verbeteren van het investeringsklimaat en het behoud van talent in Nederland, en richtte het Midgame Fund op.
In 2023 bracht Koningin Máxima, op uitnodiging van de DGA, een bezoek aan de Nederlandse computerspelindustrie. Het bezoek vond plaats bij de studio van Guerrilla Games, waar zij in gesprek ging met vertegenwoordigers van de sector over de ontwikkelingen en de groei van de industrie in Nederland. Dit werd gezien als het belangrijkste bezoek dat de sector tot dat moment had ontvangen. Tevens werd er dit jaar een nauwere samenwerking met de overheid geïnitieerd, met als doel een plan te ontwikkelen ter bevordering van de verdere groei van de industrie.
In 2024 werden Jeroen Derwort en Rami Ismail benoemd tot respectievelijk voorzitter en bestuurslid Government Relations van de DGA. Een belangrijk initiatief dat in dat jaar werd gelanceerd, was het Dutch Game Mentors-programma. Daarnaast heeft de DGA zich ingezet voor het behoud van de Dutch Game Garden, hoewel deze organisatie uiteindelijk haar activiteiten zal beëindigen. De DGA werkt momenteel aan het overnemen van verschillende activiteiten, waaronder de Netwerk Lunch.

## Organisatie
De Dutch Games Association wordt geleid door een bestuur en ondersteund door een operationeel team. De organisatie is verdeeld in verschillende divisies die zich richten op specifieke aspecten van de computerspelindustrie. De 'Entertainment'-divisie richt zich op commerciële spelontwikkeling, de 'Indie'-divisie vertegenwoordigt onafhankelijke spelontwikkelaars, de 'Serious Games'-divisie concentreert zich op spellen met een educatief of maatschappelijk doel, de 'Research'-divisie houdt zich bezig met onderzoek binnen de industrie, en de 'Education'-divisie richt zich op het onderwijs.
Het bestuur van de DGA bestaat uit een voorzitter, penningmeester, secretaris en divisiemanagers. Sinds april 2024 bekleedt Jeroen Derwort de functie van voorzitter. Rami Ismail is verantwoordelijk voor de contacten met de overheid als bestuurslid voor Government Relations, en Viktor Wijnen vervult de rol van penningmeester. Martijn Schenderling is secretaris. De divisiemanagers zijn: Rafael Bidarra voor 'Research', Laurens Rutten voor 'Entertainment', Emily Jacometti voor 'Serious Games', Adriaan de Jongh voor 'Indie', en Henriët Eilander voor 'Education'. De general manager van de DGA is Martine Spaans, die tevens bestuurslid is bij de European Games Developer Federation.